# 室女座π
室女座π，又名BD+07 2502，HD 104321、SAO 119164、HR 4589，是室女座的一颗恒星，视星等为4.66，位于銀經270.3，銀緯66.23，其B1900.0坐标为赤經11h 55m 44.9s，赤緯+7° 66.23′ 19″。